# Pagojengan
Pagojengan is een bestuurslaag in het regentschap Brebes van de provincie Midden-Java, Indonesië. Pagojengan telt 6808 inwoners (volkstelling 2010).